# Estadio Universitario Campeche
El "Estadio Universitario Juan Caballero" es un estadio de Fútbol ubicado en la ciudad de San Francisco de Campeche, Campeche, México, cuenta con una capacidad aproximada para 4000 espectadores, el estadio es propiedad de la Universidad Autónoma de Campeche (UAC). Fue la casa de los Cañoneros de Campeche, equipo que militaba en la Segunda División de México en la Liga de Nuevos Talentos; y actualmente es casa del equipo de Corsarios de Campeche de la Tercera División de México.
El Estadio Universitario cuenta con pista recreativa de atletismo, canchas de usos múltiples (fútbol sala, baloncesto, voleibol, etc.), además de ser sede de los equipos profesionales de fútbol de la ciudad, Cañoneros y Corsarios, el estadio es utilizado para diversos eventos deportivos, culturales y educativos de la Universidad así como del público en general.